# Bistum Senez
Das Bistum Senez (lat.: Dioecesis Senecensis) war eine in Frankreich gelegene römisch-katholische Diözese mit Sitz in Senez. 

## Geschichte
Das Bistum Senez wurde im 4. Jahrhundert errichtet. Erster Bischof war Ursus. Das Bistum Senez war dem Erzbistum Embrun als Suffraganbistum unterstellt.
Am 29. November 1801 wurde das Bistum Senez infolge des Konkordates von 1801 durch Papst Pius VII. mit der Päpstlichen Bulle Qui Christi Domini aufgelöst und das Territorium wurde dem Bistum Digne angegliedert.
Im Jahre 1741 umfasste das Bistum Senez 40 Pfarreien.
Am 9. Februar 2009 wurde das Bistum Senez als Titularbistum Senez wiedererrichtet.